# Christuskirche (Lustadt)
Die denkmalgeschützte, evangelische Christuskirche steht im Unterdorf der Ortsgemeinde Lustadt (Verbandsgemeinde Lingenfeld) im Kreis Germersheim (Rheinland-Pfalz). Sie gehört zur Protestantischen Kirchengemeinde Lustadt und damit zum Kirchenbezirk Germersheim der Evangelischen Landeskirche der Pfalz. Das Gemeindebüro wird gemeinsam mit der Protestantischen Gemeinde Weingarten (Pfalz) geführt. 

## Beschreibung

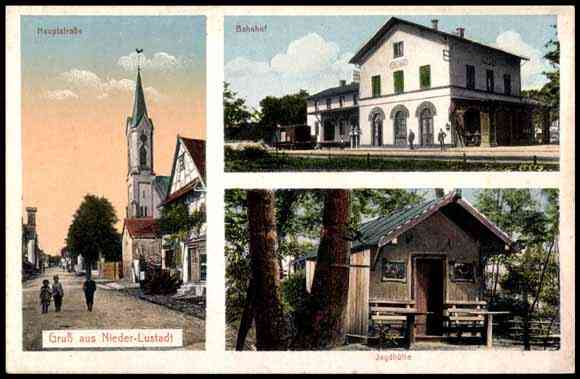
Christuskirche (links) auf einer Postkarte von 1919

Bei dem Kirchengebäude handelt es sich um eine  Saalkirche im Stil der Neugotik. Sie wurde aus Backstein erbaut und stammt aus dem Jahr 1873.

## Orgel

### Heutige Orgel
Die heutige Orgel wurde 1969 von Orgelbau Gebr. Oberlinger gebaut, wobei Teile der alten Orgel wiederverwendet wurden. 1983 wurde die Orgel durch Oberlinger erweitert. Dies umfasste den Einbau von zwei zusätzlichen Pedalregistern und einem zweiten Manual. Das Instrument verfügt heute über 16 Register auf zwei Manualen und Pedal. Die Disposition lautet:
| I Hauptwerk C–g3 |       |
| Prinzipal        | 8′    |
| Rohrflöte        | 8′    |
| Oktave           | 4′    |
| Kleingedackt     | 4′    |
| Superoktave      | 2′    |
| Mixtur V         | 1 ⁄3′ |
| Trompete         | 8′    |

| II Positiv C–g3 |      |
| Gedackt         | 8′   |
| Koppelflöte     | 4′   |
| Prinzipal       | 2′   |
| Sesquialter II  |      |
| Cymbel IV       | 1⁄2′ |
| Tremulant       |      |

| Pedal C–f1 |     |
| Subbass    | 16′ |
| Oktavbass  | 08′ |
| Bassflöte  | 04′ |
| Posaune    | 16′ |

Spiel- wie Registertraktur sind mechanisch. Bei den Windladen handelt es sich um Schleifladen. 
- Koppeln: II/I, I/P, II/P

### Ehemalige Orgel
Die ehemalige und erste Orgel der Christuskirche wurde 1871–1873 von Gustav Schlimbach gebaut und 1954 von Oberlinger grundlegend im Sinne der Orgelbewegung neobarock umgebaut. Beim Umbau wurde das originale Gehäuse zugunsten eines Freipfeifenprospekts aufgegeben. 1969 wurde sie zugunsten der heutigen Orgel verschrottet. Im Originalzustand verfügte sie über 18 Register auf zwei Manualen und Pedal, nach dem Umbau 1954 waren es 19 Register. Sie hatte folgende Disposition: 
| I Hauptwerk C–f3 |     |
| Bourdon          | 16′ |
| Principal        | 08′ |
| Gedeckt          | 08′ |
| Flöte Travers    | 08′ |
| Viola di Gamba   | 08′ |
| Octave           | 04′ |
| Rohrflöte        | 04′ |
| Octave           | 02′ |
| Mixtur IV–V      | 02′ |
| Trompete         | 08′ |

| II Nebenwerk C–f3 |    |
| Principal         | 8′ |
| Salicional        | 8′ |
| Hohlflöte         | 8′ |
| Dolce             | 4′ |

| Pedal C–d1 |     |
| Subbass    | 16′ |
| Violonbass | 16′ |
| Octavbass  | 08′ |
| Posaunbass | 16′ |

Die Spiel- und Registertrakturen waren ebenfalls mechanisch, sie verfügte jedoch über Kegelladen. 
- Koppeln: II/I, I/P

Nach dem Umbau von 1954 hatte sie die folgende Disposition:
| I Manual C–f3 |        |
| Prinzipal     | 8′     |
| Rohrflöte     | 8′     |
| Oktave        | 4′     |
| Kleingedackt  | 4′     |
| Quinte        | 2 ⁄3′  |
| Oktave        | 2′     |
| Terz          | 1 3⁄5′ |
| Mixtur V      | 1 ⁄3′  |
| Cymbel II     | 1⁄2′   |
| Trompete      | 8′     |

| II Manual C–f3 |       |
| Gedackt        | 8′    |
| Koppelflöte    | 4′    |
| Prinzipal      | 2′    |
| Quinte         | 1 ⁄3′ |
| Scharff IV     | 1′    |

| Pedal C–d1    |     |
| Subbass       | 16′ |
| Prinzipalbass | 08′ |
| Oktavbass     | 04′ |
| Posaune       | 16′ |

- Koppeln: II/I, I/P, II/P